# Der Boss hat sich was ausgedacht
Der Boss hat sich was ausgedacht (Originaltitel: Échappement libre) ist ein französisch-deutsch-italienisch-spanischer Film aus dem Jahre 1964. Regie führte Jean Becker.

## Handlung
David Ladislas ist ein Kleinkrimineller, der Diamanten aus Genf nach Frankreich schmuggelt. Eines Tages bekommt er von seinem Chef den Auftrag, einen weißen Sportwagen, in dem sich Gold befindet, nach Beirut zu schmuggeln. Für die Fahrt auf einem Schiff wird ihm Olga zur Seite gestellt.
Anfangs ablehnend, gewinnt Olga während der Überfahrt schnell Sympathie für Ladislas. Nach Ankunft in Beirut wird der Sportwagen von den Zollbeamten zerlegt, Ladislas merkt aber, dass noch ein zweiter, identischer Wagen an Bord war, der nicht vom Zoll kontrolliert worden ist. Die beiden geben beim Zoll an, als Journalisten den Libanon zu bereisen, um eine Reportage über die Kunstschätze des Landes zu verfassen.
Während ihres Aufenthalts im Libanon fährt Olga mit dem Wagen zu einer Garage, während Ladislas sich das Zimmer im Hotel zeigen lässt.
Da es Ladislas nicht gelingt, den Wagen im Libanon zu verkaufen, schifft er sich daraufhin in Athen ein. Dort kommt er mit einem Zahnarzt in Kontakt, der ihm das Fahrzeug abkaufen möchte und ihm dafür einen Treffpunkt in Patras nennt. Dort angekommen, merkt Ladislas, dass der Zahnarzt von Fehrman und seinen Komplizen ermordet wurde und diese ihm nun den Wagen streitig machen wollen. Ladislas überwältigt die Kriminellen und kann sich aus der Falle befreien. Während jener Zeit, die Ladislas in Patras verbringt, bucht Olga vom Hotel aus einen Flug nach Frankfurt. Als Ladislas bemerkt, dass Olga verschwunden ist, bricht er nach Neapel auf. Dort wird er von Fehrman ebenfalls verfolgt und wieder kann er sich befreien. Er kommt dort auf die Idee, den Sportwagen im Stil eines Rallyefahrzeugs umlackieren zu lassen.
Olga, die inzwischen mit Fehrman zusammenarbeitet und für Fehrman die Funktion eines Lockvogels übernimmt, hält sich inzwischen in Bremen auf, als sie dort von Ladislas überrascht wird, da er ihr gefolgt ist. Olga gelingt es, Ladislas zu verführen und Informationen über den Verbleib des Sportwagens zu bekommen. Die beiden fahren zur Entladung des Fahrzeugs im Hafen. Dort merken sie, dass Fehrman ihnen schon zuvorgekommen ist. Da während des Entladens ein Seil reißt, der Sportwagen zu Boden fällt und in Flammen aufgeht, ist er nun als Beute wertlos.
In diesem Moment gesteht Olga Ladislas ihre Liebe.

## Kritik
„Prominent besetzter Film mit einer nahezu spielerischen Kameraführung und einem geschickt durchgehaltenen Spannungsbogen.“